# LINEヤフー
LINEヤフー株式会社（ラインヤフー、英: LY Corporation）は東京都千代田区紀尾井町に本社を置き、ポータルサイト「Yahoo! JAPAN」やメッセージングアプリ「LINE」等を運営する日本最大手のインターネット企業。ソフトバンクとネイバー社（韓国）の合弁企業であるAホールディングスの子会社。
日経平均株価およびTOPIX Large70、JPX日経インデックス400の構成銘柄の一つ。

## 概説
1996年1月、米国の大手インターネット企業のYahoo, Inc.と、日本の大手電気通信事業者の初代ソフトバンク（現・ソフトバンクグループ）の合弁会社として、ヤフー株式会社（以下、「ヤフー・ジャパン」）を設立。
2017年、米国最大の通信キャリアのVerizon Communications Inc.（以下、「Verizon」）がYahoo, Inc.のインターネット事業を買収。一方で、ヤフー・ジャパンの株式は、Altaba Inc.（旧Yahoo, Inc.）が引き続き保有することとなり、「Yahoo! JAPAN」など日本事業は継続された。
2018年9月、初代ソフトバンクがAltaba Inc.より、ヤフー・ジャパンの保有分全株式を取得。
2019年10月1日、純粋持株会社体制へ移行。
1. Yahoo! JAPAN事業を2代目ヤフー（旧商号の紀尾井町分割準備より変更）、金融事業の統括機能をZフィナンシャル（旧商号の紀尾井町金融分割準備より変更）として、それぞれ分社化。
2. 初代ヤフーはZホールディングス株式会社として、グループ全体の経営機能を担う。

2021年3月1日、初代LINEとの経営統合を実施。「新生Zホールディングス」が誕生（詳細は、「LINEとの経営統合」を参照）。
2021年7月、Apollo Global Management, Inc.との間で、日本での「ヤフー」の商標権などを1785億円で取得。
2023年10月1日、グループ再編を実施し、LINEヤフー株式会社に商号変更（詳細は、「LINEとの経営統合」を参照）。

## 歴史
参照：

### 1990年代
- 1996年（平成8年）1月31日 - Yahoo,Inc.（米国。後のAltaba Inc.、2019年11月4日解散）と初代ソフトバンク（現・ソフトバンクグループ）が共同で、ヤフー株式会社を設立。
- 1996年（平成8年）4月1日 - 国内初のポータルサイト「Yahoo! JAPAN」のサービス開始。
- 1996年（平成8年）5月 - 東京都中央区日本橋箱崎町24-1に本社移転。
- 1997年（平成9年）11月 - 店頭市場（ジャスダック）に登録[17]。
- 1998年（平成10年）7月 -「Yahoo!ゲーム」などの登録サービスを開始
- 1999年（平成11年）9月 -「Yahoo!オークション」および「Yahoo!ショッピング」が開始

### 2000年代
- 2000年（平成12年）3月1日 - いずれもソフトバンク系のジオシティーズと、ブロードキャスト・コムの両社を合併[18]。
- 2000年（平成12年）9月 - ピー・アイ・エムを吸収合併のうえ、同社子会社であった電脳隊（現・スポーツナビ）を直接子会社化。
- 2001年（平成13年）3月23日 - Yahoo! Cafe1号店が表参道にオープン[19]。
- 2002年（平成14年）8月20日 - オンライン決済会社のネットラストを買収[20]。
- 2003年（平成15年）1月 - 国内初となる個人間クレジット決済サービス「Yahoo!ペイメント」（現・Yahoo!かんたん決済）が開始。
- 2003年（平成15年）4月 - 東京都港区六本木6丁目10-1に本社移転。
- 2003年（平成15年）7月 - 有料制会員サービス「Yahoo!プレミアム」が開始。
- 2003年（平成15年）10月28日 - 東証第一部市場に新規上場[21][22]。
- 2004年（平成16年）2月 - 米国の大手保険会社のAon Corporationと共同で、オンライン保険代理店のワイズ・インシュアランス（現・PayPay保険サービス）を設立[23][24]。
- 2004年（平成16年）7月 - 全国で初めて、東京都主税局の公売をインターネット（Yahoo!オークション）で実施。
- 2007年（平成19年）2月28日 - ジャスダックに上場（東証とジャスダックへの重複上場は、日本駐車場開発に次いで2例目となる）。
- 2007年（平成19年）4月 - Yahoo! JAPAN研究所を設立[25]。
- 2008年（平成20年）11月 - 大阪支社を、大阪市北区梅田2丁目のブリーゼタワーに開設。
- 2009年（平成21年）4月 - 東京都港区赤坂9丁目の東京ミッドタウンに本店移転。
- 2009年（平成21年）4月 - 大手有線放送サービスのUSENより、GyaO（後のGYAO）の株式51.0%を取得[26]。
- 2009年（平成21年）7月 - 名古屋支社を、名古屋市西区名駅2丁目の名古屋プライムセントラルタワーに開設。

### 2010年代
- 2012年（平成24年）4月 - オフィス用品通販最大手のアスクルと資本業務[27]。
- 2012年（平成24年）7月 - 大阪支社を、大阪市北区小松原町2番4号の大阪富国生命ビルに移転。
- 2012年（平成24年）8月7日 - ベンチャーキャピタル子会社として、YJキャピタル（現・Z Venture Capital）を設立[28]。
- 2012年（平成24年）10月19日 - ASP最大手のバリューコマースの株式50.0%を取得[29]。
- 2015年（平成27年）1月 - ワイジェイカード（現・PayPayカード）を買収。
- 2016年（平成28年）2月 - TOBにより、大手ホテル・旅館予約サイトの一休を買収[30]。
- 2016年（平成28年）5月 - 千代田区紀尾井町1番3号の東京ガーデンテラス紀尾井町紀尾井タワーへの本社移転を開始（同年9月12日に移転完了）[31]。
- 2016年（平成28年）9月5日 - TOBにより、大手電子書籍配信のイーブックイニシアティブジャパンを買収[32][33]。
- 2016年（平成28年）10月1日 - 東京ガーデンテラス紀尾井町紀尾井タワーに本店移転。
- 2018年（平成30年）2月1日 - ネット銀行のジャパンネット銀行（現・PayPay銀行）を連結子会社化[34][35]。
- 2018年（平成30年）7月11日 - レシピ動画サービス「クラシル」の運営会社のdelyの株式(計)45.6％を追加取得[36]。
- 2018年（平成30年）9月14日 - Altaba Inc.（旧Yahoo, Inc.）が、ヤフー・ジャパンの保有株式をすべて売却（上記）。
- 2018年（平成30年）10月5日 - キャッシュレス決済サービス「PayPay」を開始[37]。
- 2019年（令和元年）6月 - ソフトバンクを引受先とする第三者割当増資を実施、同社の子会社となる[38]。
- 2019年（令和元年）10月1日 - 純粋持株会社に移行、Zホールディングス株式会社へ商号変更（上記）。
- 2019年（令和元年）11月12日 - ビズリーチとの共同求人検索エンジンとして、スタンバイを設立[39]。
- 2019年（令和元年）11月13日 - TOBにより、ZOZOの発行済み株式50.1%を取得[40]。

### 2020年代
- 2020年（令和2年）6月 - 商品比較サイト「mybest」の運営会社のマイベストと資本業務提携[41]。
- 2020年（令和2年）11月 - 世界的ESG投資指標「Dow Jones Sustainability Indices (DJSI) World Index」の構成銘柄に選定。
- 2021年（令和3年）3月16日 - ZOZO、バリューコマースおよび一休の株式を、中間持株会社のZホールディングス中間に移管[広報 2]。
- 2021年（令和3年）4月1日 - YJキャピタルとLINE Venturesが合併、Z Venture Capitalを設立[42]。
- 2021年（令和3年）6月 - ESG投資の主要指標「MSCIジャパンESGセレクト・リーダーズ指数」の構成銘柄に選定。
- 2021年（令和3年）9月 - 大手デリバリーサービスの出前館の第三者割当増資を引受け[43]。
- 2021年（令和3年）12月 - クレジットカード「PayPayカード」の提供開始。MSCI ESG格付けにおいて最上位「AAA」を獲得。
- 2022年（令和4年）2月 -「2030カーボンニュートラル宣言」[注釈 2] を発表。
- 2022年（令和4年）4月4日 - 東証の市場区分再編に伴い、プライム市場に移行[広報 3]。
- 2022年（令和4年）10月 -「Yahoo!ショッピング」と「PayPayモール」を統合。
- 2022年（令和4年）10月1日 - 中間持株会社のBホールディングスを通じ、PayPayを連結子会社化[広報 4]。
- 2023年（令和5年）3月 -「GYAO!」の提供終了。
- 2023年（令和5年）10月1日 - グループ再編を実施。LINEヤフー株式会社に商号変更（下記参照）。
- 2024年（令和6年）3月1日 - 松田酒店を吸収合併のうえ、一般酒類小売業免許を承継[44]。
- 2024年（令和6年）5月8日 - 情報漏えい（#セキュリティー問題）による度重なる行政指導を受け、韓国NAVERとの業務委託を終了すると発表した[45]。
- 2025年（令和7年）8月1日 - Zフィナンシャルを吸収合併する予定[広報 5]。

### 2代目ヤフー株式会社
以下は、2019年に初代法人のヤフー（→Zホールディングス→LINEヤフー）の分割準備会社として設立され、持株会社化により事業を継承した同名の企業について沿革である。
- 2019年（令和元年）5月15日 - 紀尾井町分割準備株式会社として設立。
- 2019年（令和元年）10月1日 - 持株会社体制に移行[広報 6]。

1. 初代ヤフーの「Yahoo! JAPAN」など関連事業を承継。旧商号の紀尾井町分割準備より、2代目ヤフー株式会社に変更。
2. Zフィナンシャル（旧商号の紀尾井町金融分割準備より変更）が、初代ヤフーの金融系グループの経営管理事業を吸収[広報 7]。
3. 初代ヤフーは同日付で、Zホールディングスに商号変更。

- 2019年（令和元年）12月27日 - 親会社のZHDより、コーポレートベンチャーキャピタル事業を吸収[広報 8]。
- 2021年（令和3年）7月5日 - Oath Holdingsから、日本での「Yahoo!」の商標権を1785億円で買収することを発表[広報 9]。
- 2022年（令和4年）1月26日 - 「Yahoo!マート」の実店舗がオープン[注釈 3][48]。
- 2022年（令和4年）7月1日 - カービューを吸収合併。同社サービスの名称や内容に変更は無し[49]。
- 2023年（令和5年）10月1日 - Z Entertainment、Zデータと共に、LINEヤフー（旧商号のZホールディングスより変更）に合併[50][51]。

## 株式

### 重複上場
2007年（平成19年）2月16日、当時の上場先である東証第一部市場に加え、ジャスダックにも同月28日に上場すると発表した。東証とジャスダックへの重複上場は、日本駐車場開発に次いで2例目となる。
背景としては、ソフトバンクとYahoo,Inc.（米国）の持株比率が、東証の上場廃止基準である少数特定株主の上限比率75%に近いことが挙げられる。しかし2013年（平成25年）7月16日、東京と大阪の両証券取引所の現物市場統合に伴い、重複上場は解消された。

### 株価1億円を突破
2000年（平成12年）1月19日、東京株式市場で、ヤフーの株価は1株1億140万円で取引が成立し、史上初となる1株1億円を突破した。その当時のネットバブルを大きく反映したヤフーによる株価1億円の突破は、大きなニュースとして取り上げられ、世間でのヤフーの認知度がこのことにより一層に高まることになった。
同年2月22日に東京株式市場でヤフーの株価は1株1億6790万円の最高値を記録した。これは、初値（200万円）で株を取得していた場合、上場後1対2の株式分割を2度（1999年5月20日、11月19日）実施していることを考慮すると実質の株価は335.8倍に上昇し、（上場時の）1株当たり6億6960万円の含み益を有していたことを意味する（ともに手数料や税金などを考慮していない）。
その後は、株式分割が何度も繰り返され1株当たりの単元株価は低くなった（2023年6月現在、上場時の1株は819,200株になっている）。しかし、分割前の株価に単純換算すると当時からあまり変動しておらず、ヤフーは高い株価を保っている。

### ソフトバンクとの関係
ソフトバンクとNAVER Corporationの共同出資会社であるAホールディングス（63.59％）の子会社であるため、実質的にソフトバンクグループの連結子会社である。
会社の時価総額がソフトバンクグループを上回った時期もあった。そのため"Yahoo!"の商標は、その知名度から提携等の形で、ソフトバンクグループ関連のブロードバンドサービス（Yahoo! BB）、ソフトバンクモバイルのIP接続サービス名（Yahoo!ケータイ）などに使われている。また休刊したインターネット専門誌「Yahoo! Internet Guide」などにも使われていた。

## LINEとの経営統合
2019年11月18日、初代LINEとの経営統合で合意
2019年12月18日、親会社のソフトバンクがZHDの保有分全株式を、汐留Zホールディングスに売却。
2019年12月23日、ヤフー、初代LINE、ソフトバンク、NAVER Corporation（以下、「NAVER」）の4社間で経営統合に関する最終合意。
2021年1月21日、初代LINEがZHDに対するTOBを開始。
2021年2月18日、初代LINEのZHDに対するTOBが成立、初代LINEがZHDを子会社化。
2021年3月1日、初代LINEとの経営統合実施、新生・Zホールディングスが誕生
| ① 汐留ZHDとNAVERが初代LINEを非公開化。 ③ 初代LINEの事業を、2代目LINEとして分社化。 ⑤ 初代LINEはZHDの株式を保有する持株会社として、Aホールディングス株式会社に商号変更する。 |  | ② 初代LINEが汐留ZHDを吸収合併。 ④ ZHDが、2代目LINEの全株式を取得。 ⑥ AHDを、ソフトバンクとNAVERの折半出資会社に移行。 |

以上のように、LINE・ZHDともに上場会社であったことや税制面の問題から、非常に複雑かつ段階的な経営統合が行われ、最終的には、NAVER CorporationとソフトバンクがLINE株式（36.3%）と、ZHD株式（44.6%）を交換した形となる。
2023年10月1日、事業会社へ移行のうえ、LINEヤフー株式会社に商号変更。グループ全体で重複する事業体制を解消し、インターネット関連サービス事業の競争力を高める狙い。
| ① LINEヤフーが2代目ヤフー、Z Entertainment、Zデータの3社を吸収合併。 ③ 2代目LINEはZ中間グローバルとして、海外事業の中間持株会社へ移行。 ⑤ LINE FinancialはLINE Bankの清算手続きを継続する。 ⑦ LINE Marketing Partnersは、LINEヤフーマーケティングに商号変更。 |  | ② LINEヤフーが、2代目LINEの（海外事業の経営管理を除く）事業を吸収。 ④ Zフィナンシャルが、LINE Financialの国内金融事業の統括機能を吸収。 ⑥ LINE Financial Plus Corporationが、LINE Financialの海外事業統括機能を吸収。 ⑧ LINE Fukuokaは、LINEヤフーコミュニケーションズに商号変更。 |

## 事件・不祥事・問題

### Yahoo! BB顧客情報漏洩事件
2004年（平成16年）、Yahoo! BBの顧客情報が漏洩した事件。逮捕された元社員の中に創価学会幹部が2名含まれていたことが明らかとなる。また、逮捕された創価学会幹部の一人は以前宮本顕治宅盗聴事件でも逮捕・起訴されていた。個人情報が漏洩した原因として、ソフトバンク社員であれば誰でも閲覧し入手できるような状況であったことを改めて発表。後日、社内における個人情報の管理を厳守するように徹底されることになった。

### 国民生活センターADRに協力拒否
2009年（平成21年）8月 - 当初年会費無料だった「Yahoo! JAPAN ETCカード」を一方的に有料化したことから消費者紛争が発生、カード会員の一人が国民生活センターにADRを申請したがヤフーがセンター側の出頭要請に応じなかった（手続を拒否した）ため、国民生活センターに公表された。

### ステルスマーケティング
100%子会社のTRILL株式会社が運営する女性向けファッション情報のキュレーションサイト「TRILL（トリル）」で、2014年11月～2015年5月までの期間、「広告表記のない記事広告」を掲載しており、外部メディアに配信されていたことが発覚した。これは広告を編集コンテンツと誤認させて届ける行為である。
この問題を受け、ヤフー株式会社が自社およびグループ会社を調査したところ、Yahoo!ロコ、carview!、みんカラ、Yahoo!映像トピックス、TRILL、Yahoo! BEAUTY、スポーツナビなどで同様に「広告表記のない記事広告」を掲載しており、Yahoo!ロコ、TRILL、スポーツナビでは記事広告が外部メディアに配信されていた。

### TRILLにおける著作権侵害
2016年秋に、DeNAのヘルスケア情報キュレーションサイト（まとめサイト）「WELQ」が、不適切な内容や不適切な引用で問題になり、他社のキュレーションサイトにも厳しい目が向けられるようになった。ヤフーは10月、「TRILL（トリル）」で記事の画像が他サイトから無断で転用されていたとして、外部ライターに外注した記事を全て削除した。

### Yahoo!ショッピングにおける不正表示
2017年6月28日付の朝日新聞朝刊は、 通販サイト「Yahoo!ショッピング」が、出店者が広告料を多く払う商品を商品検索結果の一つ「売れている順」の最上部にくるように優遇しながら、「広告」と表示していないと報じた。この問題で消費者庁から「広告の表記としては不十分」と指摘されたことも判明している。

### 偽Yahoo! JAPAN事件
2005年（平成17年）6月、Yahoo! JAPANを装った偽の検索サイトを作成し、利用者のパスワードなどを盗み取るフィッシング詐欺行為を行ったとして、警視庁などは著作権法違反と不正アクセス禁止法の疑いで大阪市平野区在住の当時42歳の会社員の男を逮捕した。このフィッシング行為での摘発は日本初の事だった。男は「Yahoo!」のスペルを「Yafoo!」に変えたサイトをYahoo! JAPANに無断で作成した著作権侵害行為に加え、利用者の本家・Yahoo!のパスワードを不正に入手し個人情報を盗み取った上で利用者の電子メールを盗み見た。
2005年10月18日、Yahoo! JAPANが行っているYahoo!ニュースを装った偽のニュースサイトが作成され、偽のニュースを流したページが公開されYahoo! JAPANがこのサイトについて警告を出した。これは、共同通信社発信で、「アメリカ国防総省は10月18日未明に、中国軍が、沖縄に侵攻したことを発表した」とするもので、翌10月19日に長崎市内在住の男から共同通信長崎支局に「9月中旬、ネットの掲示板に同じ内容の虚偽のニュースを書いたが満足が出来ず、Yahoo! JAPANに似せたページに書き込むことを考えた」「Yahoo! JAPANのページをパソコンに取り込んで改ざんした内容でネット上に公開した」との説明があった。男はその後、11月28日に著作権法違反で逮捕されている。

### 公正取引委員会による調査
公正取引委員会はニュースコンテンツ配信分野に関する実態調査報告書 において、ヤフーと提携メディアとの軋轢を取り上げ、「ヤフーが著しく不利益な要請等を行ってもこれを受け入れざるを得ない場合があると考えられる」と記載した、これについて公正取引委員会の担当者は「読者が質の高いニュースを読むことができなくなる」という問題意識を基に調査を行ったとしている。

### セキュリティー問題
LINEヤフーの情報漏えい問題について、総務省は2024年3月5日に行政指導を行った。漏えいした情報は約51万件にのぼり、原因は韓国の企業との資本関係にあるとされる。総務省は、LINEヤフーの経営体制の見直しを求め、再発防止策を講じるよう指導した。LINEヤフーは、セキュリティガバナンス体制の強化を検討するとコメントしている。
しかし2024年4月、総務省はLINEヤフーに対し、通信の秘密の保護とサイバーセキュリティ対策が不十分とし異例の二回目の行政指導を行った。総務省の今川基盤局長は行政指導文書について「LINE社のシステムについてNAVERへの委託の見直しが行われるかが明確でない」と指摘し、「省として重大な事案」だとしている。
週刊文春はデータが更にLINEチャイナに委託されたことを報道し百度元取締役でLINEヤフー社のナンバー3である舛田CSMOにリスクについて質問したが回答を拒否、利用者側の神奈川県はこの問題について説明は受けていないが直ちにリスクとなるわけではないと回答した。

### 提携メディアのランク付け
ヤフーニュースの1日の配信記事は7500以上で2021年8月には月間220億PVに達し、提携メディアへの報酬は2021年時点で1000pvあたり平均124円、最大251円、最小49円、1pvあたりの平均報酬は、主要紙で0.21円、民放キー局は0.1円、その他は0.025円であるが、読売新聞は破格の0.35円でこれは元ヤフートピックス編集長の奥村東京都市大学教授によると2007年に朝日日経と「あらたにすを立ち上げる際に二社に撤退を求められた当時の内山社長に孫正義が引き留めた結果であるとしている。このような提携メディアのランク付けについてLY社は回答を拒否した。
なおヤフートピックスに掲載される提携メディアから配信された記事の見出しはヤフートピックス編集部が作成している。

### コメント欄の一方的な閉鎖
2022年5月頃から東スポ、NEWSポストセブン、週刊女性PRIMEのYahoo!ニュース#コメント機能を一方的に閉鎖したが理由については回答を拒否した。

### カノニカルタグ
自社の記事にはカノニカルタグという元記事であることを示すタグをつけるが、ヤフーは他社の配信記事であるにもかかわらずカノニカルタグをつけている。

### 情報操作疑惑
2018年に会長である川邊の元恋人の結婚報道が出た際は川邊が編集部に要求してヤフートピックスから外させたと報道された。

## 関連企業・団体

### 親会社
Aホールディングス株式会社（ソフトバンク 50.0%、NAVER Corporation 50.0％）- 持株会社

### 国内グループ会社
【エンターテインメント】
| - LINE MUSIC株式会社（ソニー・ミュージックエンタテインメント他との合弁）- 音楽ストリーミングサービスの運営 |  | - スポーツナビ株式会社（LINEヤフー 100.0%）- スポーツ総合サイトの運営等 |

【くらし・生活】
| - 株式会社出前館【東証スタンダード・2484】（LINEヤフー 35.8%）- 大手総合デリバリーサービス - 株式会社マイベスト（同社経営陣との合弁）- 商品比較サイト「mybest」の運営等 |  | - dely株式会社【東証グロース・299A】（LINEヤフー 40.3%）- レシピ動画プラットフォーム「クラシル」の運営等 - 株式会社スタンバイ（LINEヤフー 60.0%、ビジョナル 40.0%）- 求人検索エンジン「スタンバイ」の運営 |

【eコマース】
- Zホールディングス中間株式会社 - 下記子会社を統括する中間持株会社

| - バリューコマース株式会社【東証プライム・2491】（ZHD中間 28.2%）- 大手ASP - 株式会社ZOZO【東証プライム・3092】（ZHD中間 51.5%）- 衣料品通販サイト「ZOZOTOWN」の運営等 - 株式会社ZOZO NEXT（ZOZO 100.0％）- 新規事業の創出、R&D - ZOZO NEXT NEW ZEALAND LIMITED（ZOZO 100.0％）- 計測技術の開発 - 南通卓騰信息科技有限公司（ZOZO 100.0％）- 生産支援プラットフォームのコンサル - ZOZO Apparel USA, Inc.（ZOZO 100.0％）- 本社向け営業支援等 |  | - 株式会社一休（ZHD中間 100.0%）- 宿泊予約サイト「一休.com」の運営等 - Bホールディングス株式会社（ZHD中間 50.0％）- 中間持株会社 - PayPay株式会社（BHD 57.9%）- 大手QRコード決済サービス - PayPayカード株式会社（PayPay 100.0%）- クレジットカードサービス - PayPay銀行株式会社（PayPay 47.1%）- インターネット銀行業務 - クレジットエンジン株式会社（PayPay 100.0%）- eコマース事業 |

- BEENOS株式会社【東証プライム・3328】（LINEヤフー 84.3%）- 越境EC購入サポートサービス

【ビジネス】
- アスクル株式会社【東証プライム・2678】（LINEヤフー 44.9%）- 大手オフィス用品通販サービス

| - ASKUL LOGIST株式会社（アスクル 100.0%）- 物流事業 - ソロエル株式会社（アスクル 100.0%）- 間接材購入プラットフォームの提供等 - 株式会社チャーム（アスクル 100.0%）- ペット用品、ガーデニングショップの運営等 - フィード株式会社（アスクル 85.0%）- 歯科業界向け通販サービス「FEED デンタル」の運営等 |  | - 株式会社アルファパーチェス（アスクル 62.3%）- 法人向け間接材の提供等 - ビジネスマート株式会社（アスクル 100.0%）- アスクルの正規取扱店業務 - 嬬恋銘水株式会社（アスクル 100.0%）- 清涼飲料水メーカー |

- LINEヤフーマーケティング株式会社（LINEヤフー 100.0%）-「LINE公式アカウント」を中心とした法人向けサービスの運営サポート

【金融事業】
| - LINE Credit 株式会社（みずほ銀行、オリエントコーポレーションとの合弁）- スマホ融資サービス「LINEポケットマネー」、スコアリングサービス「LINEスコア」の提供 - PayPay保険サービス株式会社（LINEヤフー 100.0％）- 損保代理店業務等 |  | - LINE証券株式会社（LINEヤフー 100.0％）- スマホ向けFX取引サービス「LINE FX」の提供 - LINE Pay株式会社（LINEヤフー 100.0%）- 電子決済サービスの展開等 - Z Venture Capital株式会社（LINEヤフー 100.0％）- ベンチャー企業向け投資ファンドの運営 |

【コーポレート】
| - LINEヤフーコミュニケーションズ株式会社（LINEヤフー 100.0%）- LINEヤフーの展開するサービスの運営業務 - LINE WORKS株式会社（LINEヤフー 100.0%）- ビジネスコミュニケーションツール「LINE WORKS」の運営等 |  | - LINEビジネスサポート株式会社（LINEヤフー 100.0%）- LINEヤフーグループのビジネスサポート（特例子会社） |

### 海外グループ会社
Z中間グローバル株式会社 - 旧2代目LINE。海外事業の統括
- LINE Xnesis株式会社（Z中間グローバル 92.4%）

| - Unblock Corporation - unblock ventures Limited - LVC USA Inc. |  | - LINE TECH PLUS PTE. LTD. - Unchain Corp.（LINE Xenesis 50.9%） |

- LINE Plus Corporation（Z中間グローバル 100.0%）

| - LINE PLAY Corporation - LINE Studio Corporation - GrayHash Corporation（LINE Plus Corp. 76.9%） - LINE Company (Thailand) Limited（LINE Plus Corp. 50.0%） - LINE SOUTHEAST ASIA CORP. PTE. LTD. |  | - Collab＋LINE LLC - LINE UP Corporation - PT. LINE Plus Indonesia - LINE Euro-Americas Corp. - LINE Digital Technology (Shanghai) Limited - LINE VIETNAM JSC（99.1%） |

- IPX Corporation（Z中間グローバル 70.0%）

| - LINE Friends Inc. - LINE Friends Japan株式会社 - LINE Friends (Shanghai) Commercial Co., Ltd. |  | - LINE Friends Taiwan Limited - MARKT Co., Ltd. |

| - LFG HOLDINGS LIMITED - LINE NEXT Holdings株式会社 - LINE TECHNOLOGY VIETNAM CO., LTD. |  | - LINE NEXT Corporation - LINE NEXT Inc. - Techbase VietNam Company Limited |

LINE Financial Plus Corporation - 海外金融事業の統括
- LINE Financial. Asia Corporation Limited（LINE Financial Plus Corp. 100.0%）- 持株会社

| - LINE Financial Taiwan Limited - LINE Bank Taiwan Limited |  | - LINE Investment Technologies株式会社 - Kasikorn LINE Company Limited（50.0%） |

### 持分法適用会社
| - Webtoon Entertainment Inc.（33.4%） - LINE Digital Frontier株式会社 - 株式会社イーブックイニシアティブジャパン - 一般財団法人LINEみらい財団 - SNOW Corporation - Finschia Foundation - LINE GAMES Corporation（36.22%） |  | - BuzzFeed Japan株式会社 - フォートラベル株式会社 - 株式会社ベンチャーリパブリック（34%） - transcosmos online communications株式会社 - LINE MAN Corporation PTE.LTD（44.2%） - LINE Man (THAILAND) Company Limited - Wongnai Media Company |

### 過去の関連企業・団体

#### 合併
- 株式会社アルプス社 - 2008年、初代ヤフーに合併
- オーバーチュア株式会社 - 2009年、初代ヤフーに合併
- ソフトバンクIDCソリューションズ株式会社[注釈 5] - 2009年3月30日、初代ヤフーに合併。
- 株式会社インディバル - リクルートとの合弁企業だったが、2012年に合弁を解消。2015年3月31日、主要事業を同名の2代目法人に承継させ、ツナグ・ソリューションズに売却（初代法人は2015年7月1日に合併）
- LINE Ventures株式会社 - 2021年4月1日、Z Venture Capitalに合併
- 株式会社クラシファイド - 2021年4月1日、2代目ヤフーに合併
- LINEモバイル株式会社 - 2022年3月1日、ソフトバンクに合併
- TRILL株式会社 - 2022年4月1日、delyに合併
- 株式会社カービュー - 2022年7月1日、2代目ヤフーに合併[77]
- LINE Growth Technology株式会社 - 2023年8月1日、2代目LINEに合併
- 2代目ヤフー株式会社 - 2023年10月1日、旧Zホールディングスに合併
- Z Entertainment株式会社 - 2023年10月1日、旧Zホールディングスに合併
- Zデータ株式会社 - 2023年10月1日、旧Zホールディングスに吸収合併
- 株式会社GYAO - 2024年1月1日、LINEヤフーに合併[78]
- 株式会社ネットラスト - 2024年5月1日、LINEヤフーに合併
- Zフィナンシャル株式会社 - 2025年8月1日、LINEヤフーに合併

#### 他社との合併
- 株式会社インテージ・インタラクティブ - 2010年4月1日、インテージ（現・インテージホールディングス）に合併
- ジクシーズ株式会社 - 2015年4月1日、グリーに合併
- JWord株式会社（後のGMOインサイト）- 2017年7月1日、GMOソリューションパートナーに合併
- OYO TECHNOLOGY&HOSPITALITY JAPAN株式会社 - 2020年7月31日付で、OYO Hotels Japan合同会社と共に、OYO Japan合同会社（現・Tabist株式会社）に合併[79][80]

#### 売却
- 株式会社インターネット総合研究所 - 2007年11月1日、オリックスに売却
- 株式会社オールアバウト - 2004年9月に資本提携。2011年12月、大日本印刷に売却
- 株式会社マクロミル（初代）- 2013年11月、ベインキャピタルに売却
- 株式会社デジミホ - 2015年12月、バリューコマースに売却
- ファーストサーバ株式会社 - 2018年3月30日、ソフトバンクに売却
- 株式会社IDCフロンティア - 2018年5月1日、ソフトバンクに売却
- 株式会社Jコミックテラス - 2018年7月10日、メディアドゥホールディングスに売却
- 株式会社コマースニジュウイチ - 2020年1月、Eストアーに売却
- ブックオフコーポレーション株式会社 - 2018年11月12日、資本業務提携を解消
- シナジーマーケティング株式会社 - 2019年7月、同社創業者に売却
- GMO外貨株式会社 - 旧ワイジェイFX。2021年9月27日、GMOフィナンシャルホールディングスに売却
- SREホールディングス株式会社 - 2022年3月、業務提携の見直しで保有株の8割以上を売却[81]
- 株式会社イーブックイニシアティブジャパン - 2022年3月31日、LINE Digital Frontier（NAVER Corporation子会社）へ譲渡
- BuzzFeed Japan株式会社 - 2022年5月16日、朝日放送グループホールディングスとバリューコマースに売却
- 3代目株式会社ライブドア - 2022年12月28日にミンカブ・ジ・インフォノイドに売却

#### 清算
- GameBank株式会社 - 2017年8月29日、解散[82]
- パスレボ株式会社 - 2021年6月9日、解散[83]
- Epic Voyage株式会社 - 2021年6月30日、解散[84]
- LINE Pay北海道株式会社 - 2021年7月14日、清算結了[85]
- LINE Book Distribution株式会社 - 2021年8月10日、解散[86]
- 紀尾井町第二金融準備合同会社 - 2021年9月、清算結了[87]
- 紀尾井町第五金融準備合同会社 - 2021年9月、清算結了[88]
- ネクストライブラリ株式会社 - 2021年12月24日、解散[89]
- 紀尾井町第一金融準備合同会社 - 2022年3月24日、清算結了[90]
- 紀尾井町第三金融準備合同会社 - 2022年12月20日、清算結了[91]
- LINE TICKET株式会社 - 2023年1月4日、解散[92]
- PayPayインベストメンツ株式会社 - 2023年3月28日、解散[93]
- LINE Bank設立準備株式会社 - 2019年5月、LINE Financialとみずほ銀行の合弁会社として設立、ネット銀行の開設に向けた準備を進めていた。しかし社会情勢などから、2023年3月30日付で中止、同年6月30日に解散[94]

## テレビ番組
- 日経スペシャル カンブリア宮殿 爆走する国民的サイト！これがネットの底力だ！（2014年11月27日、テレビ東京）[96]